# My Happiness (album d'Amanda Lear)
Pour les articles homonymes, voir My Happiness.
Albums de Amanda Lear
I Don't Like Disco Let Me Entertain You
My Happiness est le dix-huitième album studio d'Amanda Lear. Enregistré entre avril et novembre 2013 aux Studios Entouka à Paris, il est produit par Alain Mendiburu, arrangé par Landser et mixé par Gael Brusseleers. Véritable projet « Crossover », il intègre des arrangements Pop et Classique avec la présence de musiciens du Secession Orchestra, dirigé par Clément Mao-Takacs ainsi que le pianiste français Gérard Beauchamp qui intervient sur la chanson Heartbreak Hotel. La chanteuse y rend hommage à son idole de toujours Elvis Presley en reprenant treize de ses titres dont les grands tubes du King : Viva Las Vegas, Heartbreak Hotel, It's Now or Never, All Shook Up, (You're the) Devil in Disguise, mais aussi des reprises rendues populaires aux États-Unis par Elvis, You Don't Have To Say You Love Me de Dusty Springfield et What Now My Love (Et maintenant de  Gilbert Bécaud). Elle reprend en outre My Happiness le tout premier titre enregistré par Elvis Presley en 1953. Le premier single est le très symphonique et gospel Suspicious Minds  qui fait l'objet d'un video-clip réalisé par Thibault Guerin.
Les photos de la pochette du disque sont signées Alix Malka qui a réalisé celles des derniers albums de Céline Dion et Christina Aguilera.
Sortie le 17 mars 2014 en digital et en physique  chez Boomlover/ Universal Music.

## Titres de l'album
1. Burning Love (3:28)
2. Suspicious Minds (5:03)
3. All Shook Up (2:14)
4. Are You Lonesome Tonight (3:07)
5. It's Now or Never (3:22)
6. (You're the) Devil in Disguise (2:39)
7. Viva Las Vegas (2:24)
8. Heartbreak Hotel (3:50)
9. What Now My Love (3:11)
10. Trouble (2:44)
11. You Don't Have To Say You Love Me (3:08)
12. Can't Help Falling In Love (3:26)
13. My Happiness (2:47)

## Production

### Singles extraits de l'album
- La reprise de Suspicious Minds, le premier extrait de l'album est sorti en single promo le 3 mars 2014.
- En deuxième single est choisi What now my love.

## Anecdotes
- Ce nouvel album est comme un retour aux sources, car ce n'est pas la première fois qu'Amanda Lear chante une chanson d'Elvis Presley. En 1975 sur son premier single, elle a enregistré le titre Trouble qu'elle fera également en français sous le titre La bagarre en 1976.
- À la surprise générale cet album va décoller dans les ventes. Les fidèles admirateurs d'Amanda Lear adorant le disco et les titres techno et funky ne suivent pas la chanteuse dans sa démarche artistique, mais les admirateurs du King vont apprécier ce disque en y reconnaissant la qualité vocale d'Amanda Lear et les qualités musicales tant aux niveaux des musiciens que des arrangements. Dès juillet 2014 l'album va très vite épuiser son premier tirage et un deuxième tirage va être réalisé.
- Pour cet album le titre phare d'Elvis Presley Love me tender, a été enregistré pour faire partie du disque, mais trouvant la tonalité trop basse, a finalement été écarté. Néanmoins on le retrouve sur la réédition avec les remix.